# 竹重勧弘堂
株式会社竹重勧弘堂（たけしげかんこうどう）は、徳島県徳島市西大工町に本社を置く、医療用医薬品、動物用医薬品、一般医薬品、検査試薬、医療機器・用具等の卸販売する企業であった。
現在アルフレッサグループの一社「四国アルフレッサ」である。       

## 概要
- 創業：昭和26年11月
- 代表取締役社長：竹重武二

## 沿史
- 1942年（昭和17年）4月 - 中国の満州白城子において「興和薬房」を開業。
- 1946年（昭和21年）8月 - 終戦で日本に帰国。
- 1946年（昭和21年）10月 - 香川県の岡内勧弘堂に入社。
- 1951年（昭和26年）11月 - 「有限会社竹重勧弘堂」設立。
- 1966年（昭和41年）9月 - 「株式会社竹重勧弘堂」に商号変更・本社を徳島県徳島市西大工町に新築移転。
- 1968年（昭和43年）7月 - 勧弘堂薬品株式会社に業務を引き継ぐ。